# پادشاه غربی
پادشاه غربی (نام علمی: Sephisa dichroa) نام یک گونه از سرده سفیسا است.